# Träumerei
Träumerei lautet der Titel eines Klavierstückes von Robert Schumann, das als Nr. 7 den Mittelpunkt des dreizehnteiligen Klavierzyklus Kinderszenen bildet. Das „kleine Ding“ entstand am 24. Februar 1838 und gilt heute als Inbegriff des romantischen Klavierstücks.

## Entstehung
Robert Schumann erwähnte die Träumerei erstmals in einer Tagebuchnotiz vom 24. Februar 1838:

„Sonnabend, d. 24. […] – das kleine Ding »Träumerei« componiert – […]“

Bereits vorher waren gegen Ende 1837 Skizzen und Entwürfe für kleine Klavierstücke sowie seit dem 12. Februar 1838 weitere kleine Stücke entstanden, die zu den von Schumann in einem Brief vom 17. März 1838 an Clara Wieck, seine spätere Ehefrau Clara Schumann, genannten „an die 30 kleine[n] putzige[n] Dinger[n]“ gerechnet werden. Diese kleinen Klavierstücke nannte Schumann in diesem Brief ausdrücklich Kinderscenen und führte einige Titel an. Der Träumerei folgte am 25. Februar 1838 die „»Kinderscene« in F Dur“, die mit Am Kamin identifiziert wird.
All diese kleinen Klavierstücke und mit ihnen die Träumerei gehören in den Umkreis der gleichzeitig komponierten Kreisleriana op. 16 und besonders der Noveletten op. 21, als deren Anhang die dazu Kindergeschichten genannten Kinderszenen vorübergehend vorgesehen waren. Wie in Robert Schumanns Tagebuch und Briefen festgehalten, verband Robert Schumann die Kompositionen dieser Zeit mit Gedanken an Clara. Auch Clara empfand sie als etwas sehr Persönliches und ihnen Gemeinsames. Am 24. März 1839 schrieb sie an Robert Schumann: „[G]estern dachte ich und denke es auch immer noch, ist es denn wahr daß der Dichter der da spricht Mein sein soll, ist denn das Glück nicht zu groß? […] ‚Träumerei‘ – bei Diesem glaub ich Dich am Clavier zu sehen […]“ Doch Träumerei sollten diese Gedanken und Gefühle nicht bleiben. Robert Schumann an Clara am 4. April 1839: „Was ich schüchtern gedichtet, vielleicht bringt es uns die Wirklichkeit. Ja, meine Klara, glaube daran, wir werden ganz glücklich werden […]“

## Stellung innerhalb der Kinderszenen
Innerhalb des dreizehnteiligen Zyklus der Kinderszenen beließ Robert Schumann die Träumerei und das unmittelbar danach folgende Stück Am Kamin in der Reihenfolge der Entstehung an zwei aufeinander folgenden Tagen. Sie bilden die Nummern 7 und 8. Mit der Träumerei begann für Clara der „2te Theil“ der Kinderszenen.
In späteren Besprechungen und Analysen der Kinderszenen dagegen wird die Träumerei meist als Mittelpunkt und Symmetrieachse des Zyklus angesehen. Von fremden Ländern und Menschen als Anfang und Der Dichter spricht als Ende der Kinderszenen rahmen als Äußerungen des Komponisten die kindlichen Szenen ein, die von der Träumerei des Komponisten (nicht des Kindes) in zwei Hälften geteilt werden.

## Musikalische Merkmale
In seiner Streitschrift Die neue Ästhetik der musikalischen Impotenz von 1919 gab Hans Pfitzner allen Bemühungen um eine werkgerechte Analyse der Träumerei eine Absage.

„Wer, der die Ursache der Musik versteht, erkennte nicht, daß diese ‚Träumerei‘ ganz einzig hervorragt durch die Qualität der Melodie. Wer sie nicht versteht, für den ist’s ein Stückchen in Liedform mit Tonika, Dominante, Unterdominante und den nächstliegenden Tonarten – ohne irgendwelche Abweichung vom Üblichen, soweit es in den Elementen liegt; keine harmonische Neuheit, keine rhythmische Finesse, die Melodie durch den Dreiklang aufsteigend, ‚für Klavier zu zwei Händen‘. Aber für uns Wissende, welch ein Wunder der Eingebung! Was ist darüber zu sagen, das dem, dem diese Melodie, die zugleich das ganze Stück ist, wo Einfall und Form fast zusammenfallen, nicht ‚durch und durch‘ geht, das Verständnis erschließen könnte? – Nichts.“

Dem widersprach Alban Berg 1920 in seiner Entgegnung, die er Die musikalische Impotenz der „Neuen Ästhetik“ Hans Pfitzners nannte. Darin analysierte Berg die Träumerei, zeigte beispielsweise die Besonderheiten der Melodie, deren Motive und Varianten, das motivische, polyphone Geflecht der Stimmen, den Wechsel der Betonungen innerhalb der Takte und die unterschiedliche Dichte des Harmoniewechsels. Er kam zu dem Schluss:

„Nun genügt ein erster Blick auf die Noten, daß hier – bis auf ein paar Taktteile – ein strenger vierstimmiger Satz vorliegt, der, was Stil, Charakter, kontrapunktische Satzweise, was Umfang der einzelnen Stimmen und deren Spiel- und Sangbarkeit anbelangt, ohneweiters auch einem Streichquartett oder einem Bläserensemble, ja sogar den vier Singstimmen unterlegt werden könnte.

Diese Komposition ist also – wenn sie auch nur als ‚Klavierstück‘ in Erscheinung trat und Geltung hat – wesentlich von dem unterschieden, was man schlechtweg ‚Klavierstück zu zwei Händen‘ nennt (man betrachte z. B. nur die vierstimmigen Imitationen […]!), einer Kunstgattung, welche im Grunde den (Melodie und Begleitung auf zwei Hände verteilenden) homophonen Satz bevorzugt. Tatsächlich weisen auch die anderen ‚Kinderszenen‘ nicht jene universell-musikalische Satzweise auf, sondern vielmehr den auf die Technik des Klaviers in mehr oder minder kunstvoller Weise Rücksicht nehmenden typischen Klaviersatz.“

### Form und Harmonik
Das Klavierstück ist dreiteilig mit einer Wiederholung des ersten Teiles. Alle Teile gliedern sich in viertaktige Vorder- und Nachsätze. Die Haupttonart ist F-Dur.

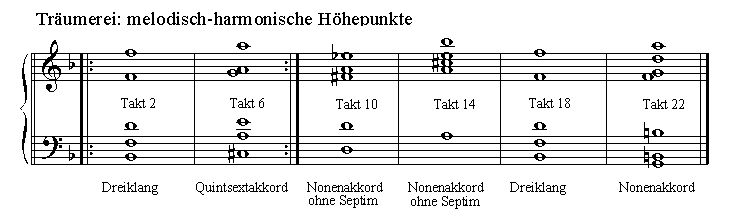
Melodisch-harmonische Höhepunkte in der Träumerei in Anlehnung an Alban Bergs Analyse

- Die ersten acht Takte stehen in F-Dur und enden nach einer Ausweichung nach d-Moll mit einem ausgebauten Halbschluss auf der Dominante von F-Dur, wobei der Nachsatz eine variative Weiterentwicklung des Vordersatzes darstellt.[15] Diese ersten acht Takte werden – bis auf den nun von einer Viertelnote zu einer Achtelnote verkürzten Auftakt – notengetreu wiederholt.
- Die mittleren acht Takte modulieren über g-Moll nach B-Dur und weiter über d-Moll zum Dominantseptakkord der Haupttonart.
- Die letzten acht Takte beginnen mit einer Vorschlagsnote als Auftakt und wiederholen dann fünf Takte lang – allerdings mit einer anderen Phrasierung der Oberstimme – den Beginn des Stückes, erreichen auf einem Nonenakkord als Doppeldominante unter einer Fermate einen letzten melodischen und harmonischen Höhepunkt[14] und enden nach einer kurzen Ausweichung nach g-Moll in der Haupttonart F-Dur.

### Melodik und motivisch-thematische Arbeit

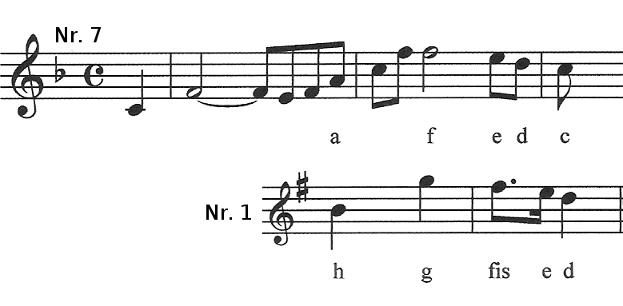
Hauptmotiv der Kinderszenen in der Träumerei (F-Dur) und in Nr. 1 (G-Dur)

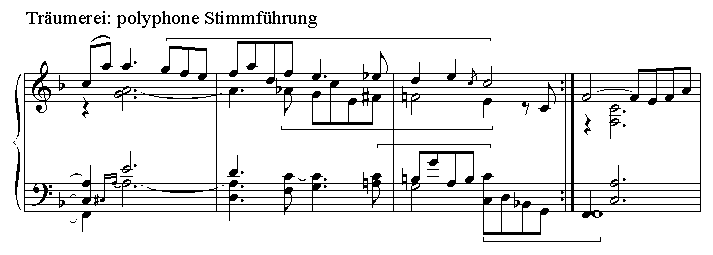
Beispiel für die polyphone Stimmführung in der Träumerei in Anlehnung an Alban Bergs Analyse

Die Melodie des ersten Vordersatzes hängt motivisch mit dem wichtigsten von drei von Robert Schumann in den Kinderszenen benutzten musikalischen Hauptmotiven zusammen. Sie beginnt mit einem kurz unterbrochenen raschen Aufschwung von c’ nach f’’, dem ein längeres, gewundenes Abwärtsgleiten folgt. Das Gerüst dafür geben die ersten fünf Noten der Nr. 1 des Zyklus, Von fremden Ländern und Menschen, vor.
Der zweite und der dritte Teil der Träumerei stellen Abwandlungen des ersten im Sinne von ‚entwickelnder Variation‘ dar. Da jeweils in den Nachsätzen aller drei Teile Motive der abwärtsführenden Melodie durch die unteren Stimmen imitierend durchgeführt werden und im zweiten sogar schon im Vordersatz Imitationen vorkommen, wurde der Klaviersatz von Alban Berg als polyphon bezeichnet. Insgesamt gesehen ist die Träumerei also geprägt von motivisch-thematischer Arbeit, die zu einer Verdichtung der musikalischen Aussage führt.

### Metrik und Phrasierung

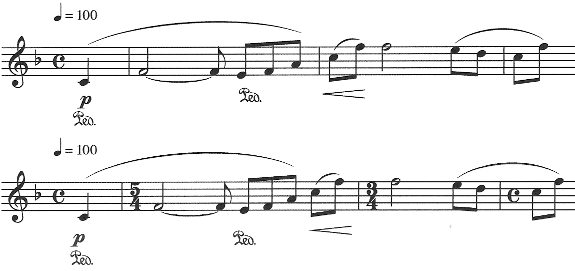
Melodiebeginn der Träumerei, Vergleich der Metrik in der Erstausgabe von 1839 (oben) mit der von Arnold Schering ermittelten Metrik

Arnold Schering hat 1911 darauf hingewiesen, dass die besondere Wirkung der Träumerei zunächst auf den metrischen Bau des im Viervierteltakt notierten Klavierstückes zurückzuführen sei. Dem unbefangenen Hörer begegne beim Aufnehmen der ersten Takte Unsicherheit hinsichtlich Art und Anordnung der Takte. Der Harmoniewechsel auf der zweiten Zählzeit des zweiten Taktes fordere die Vorstellung heraus, die halbe Note f’’ sei auf der guten (schweren) Taktzeit eines beginnenden Taktes. Ähnliches geschehe im weiteren Verlauf der Träumerei.
Diese Auffassung wird unterstützt durch die Phrasierung der Erstausgabe (mit blauen Bordüren) von 1839, in der – anders als in folgenden, nicht von Robert Schumann autorisierten Ausgaben – die beiden Achtel vor der halben Note einen eigenen Bogen und ein eigenes Crescendozeichen besitzen, wodurch deren auftaktige Wirkung unterstützt wird.

### Tempo
In einem Vordruck der Erstausgabe, den Schumann Franz Liszt widmete, fehlen bei der Träumerei wie auch bei allen anderen Stücken des Zyklus die später umstrittenen Metronomangaben. Die endgültige Erstausgabe der Kinderszenen von Anfang 1839 dagegen enthält Metronomangaben, im Fall der Träumerei  = 100.
Infrage gestellt wurde diese Angabe durch Clara Schumann, die die These vertrat, Robert Schumann habe sich eines defekten Metronoms bedient, was bei der Redaktion der von Clara Schumann und Johannes Brahms betreuten kritischen Gesamtausgabe Schumann’scher Werke zur Sprache kam und heute als widerlegt gilt. Brahms schrieb im März 1878 an Clara Schumann: „Ich habe immer gesagt, daß ich die alten Ausgaben Schumann’scher Werke so vortrefflich finde, daß man nichts besseres tun kann, als möglichst genau nachzustechen.“
In einem Brief an Clara Schumann vom April 1879 bezog Brahms die Metronomangaben ausdrücklich ein: „Notiere doch auch Härtels, daß die Pedal- und Metronom-Bezeichnung in den Kinderszenen zu bleiben hat.“
In der kritischen Schumann-Gesamtausgabe, die 1887 im Wesentlichen abgeschlossen war, trugen die Kinderszenen und damit die Träumerei entgegen dieser Empfehlung keine Metronomzahlen. Im selben Jahr ließ Clara Schumann eine Ausgabe sämtlicher Klavierwerke in instruktiven Einzelausgaben folgen. Diese erschien unter dem Titel Schumann’s sämtliche Klavierwerke. Mit Fingersatz und Vortragszeichen versehene instruktive Ausgabe. Nach den Handschriften und persönlicher Überlieferung herausgegeben von Clara Schumann. In diesen Einzelausgaben nahm Clara Schumann ihre persönliche, individuelle Tempoauffassung als Richtschnur für neue Metronombezeichnungen. Das führte bei der Träumerei zur Metronombezeichnung  = 80.
Kurze ritardandi schreibt Robert Schumann jeweils im letzten Takt des ersten und des mittleren Teiles vor, ein langes ritardando in den letzten drei Takten zwischen den Fermaten auf dem Nonenakkord und dem Schlussakkord.

### Dynamik und Pedalisierung
In der Erstausgabe der Träumerei von 1839 finden sich nur wenige Angaben für die Lautstärke und deren Entwicklung. Sie sind begrenzt auf Pianozeichen zu Beginn und im letzten Takt sowie auf kurze Crescendozeichen bei einigen Achtelgruppen vor halben Noten in den Außenteilen. Im Mittelteil fehlen Angaben für die Dynamik.
Auch Robert Schumanns Pedalangaben sind sehr sparsam. Das Pedalzeichen zu Anfang liegt zwischen den beiden Notenzeilen und bedeutet eine allgemeine Anweisung, im Verlauf des Stückes Pedal zu verwenden. Davon zu unterscheiden sind die differenziert gesetzten Pedalzeichen, die an lang ausgehaltenen Akkorden liegen. Clara Schumann beseitigte die Pedalangaben entgegen dem Rat von Johannes Brahms in der kritischen Gesamtausgabe und vermehrte sie in ihrer instruktiven Ausgabe der Klavierwerke Robert Schumanns.

## Interpretation und Rezeption
Erst nach Robert Schumanns Tod wurde die Träumerei mit Ausgaben der Kinderszenen allgemein bekannt. Als vermeintlich leicht zu spielendes Klavierstück eroberte sie den Klavierunterricht und das häusliche Klavierspiel. Sie war auch Gegenstand im professionellen Unterricht bei Clara Schumann. Ihre Veränderungen des Charakters der Träumerei, die sich in ihrer instruktiven Ausgabe der Klavierwerke Robert Schumanns manifestierten, betrafen außer der Verlangsamung des Tempos auch die Phrasierung und die Pedalisierung, die in ihrer Fassung dazu anregen, das Klavierstück in kleinere Sinneinheiten als von Robert Schumann notiert zu gliedern und die musikalischen Inhalte langsamer, breiter und bedächtiger auszuformen. Clara Schumann ebnete damit den Weg zu zunehmend sentimentaleren Auffassungen der Träumerei.
Während die Träumerei in Robert Schumanns Tempo etwa 1′ 25″ dauert, dauert sie in Clara Schumanns Tempo etwa 1′ 50″. Etwas langsamer ist Clara Schumanns Schülerin Fanny Davies. Wilhelm Kempff, der Clara Schumanns instruktive Ausgabe neu herausgegeben hat, braucht 2′ 21″, Adelina de Lara, eine weitere Schülerin Clara Schumanns, 2′ 26″, Martha Argerich 2′ 55″ und Alexis Weissenberg 3′ 20″, was einem Tempo von etwa  = 40 entspricht. Popmusik-Adaptionen dauern bisweilen bis zu 4 Minuten.
Diese sich in den genannten Beispielen jeweils überbietende Tempoverschleppung verleiht dem Stück seinen populären, zum Träumen verleitenden Charakter und ermöglicht es auch dem Laien, das griff- und stimmführungstechnisch schwierige Stück selbst zu bewältigen. „Aus der Not der Laientechnik wurde die Tugend des unterstellten Charakters.“
Vielerlei Arrangements für verschiedenste Instrumente und Ensembles unterschiedlichster Musiksparten spiegeln die Beliebtheit der Träumerei, die damit für die Konsumenten zum Inbegriff des passiv genossenen romantischen Musikstückes geworden ist. Dabei wurde die Träumerei „so bedeutungsschwer beladen und sentimentalisiert, daß eine ganz bestimmte Erwartungshaltung entstanden ist“, die eher die Rezipienten kennzeichnet als Robert Schumanns „kleine[s] Ding »Träumerei«“.